# Xilocopins
Els xilocopins (Xylocopinae) són una subfamília d'himenòpters apòcrits de la família dels àpids (Apidae) de distribució mundial. Els membres de la tribu Xylocopini són les familiars abelles fusteres o borinots negres de grans dimensions. La majoria de les espècies en les altres tribus són abelles petites. La gran majoria fan els seus nius en la fusta o les tiges herbàcies de les plantes. Són abelles solitàries però algunes fan nius comunitaris i en els gèneres de la tribu Allodapini són eusocials.